# Insomnia Is Good for You
Pour plus de détails, voir Fiche technique et Distribution.
Insomnia Is Good for You est un court métrage britannique réalisé par Leslie Arliss, sorti en 1957.

## Synopsis
Hector Dimwittie n'arrive pas à dormir, obnubilé par le rendez-vous que lui a donné son patron ("à la première heure lundi matin").

## Fiche technique
- Titre original : Insomnia Is Good for You
- Réalisation : Leslie Arliss
- Scénario : Lewis Greifer, Mordecai Richler
- Photographie : J.M. Burgoyne-Johnson
- Montage : Helen Wiggins
- Production : Jules Simmons
- Société de production : Park Lane Films
- Société de distribution : Associated British-Pathé
- Pays d'origine :  Royaume-Uni
- Langue originale : anglais
- Format : Noir et blanc  — 35 mm — 1,37:1 — son mono
- Genre : Comédie
- Durée : 26 minutes
- Dates de sortie : Royaume-Uni : 1957

## Distribution
- Peter Sellers : Hector Dimwittie

## Autour du film
- Ce film était considéré comme perdu jusqu'à ce que les bobines soient retrouvées par hasard en 1996[1],[2].